# Willie Bester
Willie Bester (* 1956 in Montagu) ist ein südafrikanischer Künstler, der bekannt ist für seine Installationen aus in der Umgebung gefundenen Materialien und Abfällen.

## Biografie
Bester wurde 1956 in Montagu in der damaligen westlichen Kapprovinz Südafrikas geboren. Im Alter von zehn Jahren waren er und seine Familie gezwungen, in eine Township überzusiedeln. Um Geld für seine Familie verdienen zu können, musste er bereits nach der sechsten Klasse die Schule verlassen. Im Jahr 1986 hatte Bester Gelegenheit, den Kunstunterricht des Community Art Projects in Kapstadt zu besuchen, was Auslöser und Beginn seiner künstlerischen Karriere war.

## Werk und Arbeitsweise
Die sozial beeinflusste Kunst Willie Besters hat inzwischen nicht nur ein lokales, sondern auch ein internationales Publikum erreicht. Bester bezieht sich in seinen Arbeiten hauptsächlich auf historische Geschehnisse in Südafrika und die Kunstgeschichte des Landes und setzt dies visuell um, indem er die Stadt zur Fundgrube für seine Arbeitsmaterialien macht, die er dann zu Gemälden, Assemblagen und Skulpturen verarbeitet.
Eines der dringlichsten Anliegen in seiner Arbeit ist, laut Bester, die Suche nach der Antwort auf die Frage, warum es so schwer ist für die Menschen in seinem Land, ihre alten Gewohnheiten zu ändern. Die Menschen, die zu Zeiten der Apartheid dachten, sie seien überlegen, hätten sich nicht verändert, und deshalb will er anhand der Geschichte herausfinden, was ihnen das Recht gibt, so zu denken. Durch die Kunst versucht Bester unter anderem einen Weg zu finden, nicht enttäuscht zu sein und besser verstehen zu können.
Auch Besters Haus ist entsprechend seiner sozialkritischen, künstlerischen Ausdrucksweise gestaltet: wie in seiner gesamten Kunst drückt Bester in der Einrichtung seines Heims aus, dass man die pure Energie und den Einfallsreichtum, welche seinem Heimatland und dessen Bewohnern ihren einmaligen Charakter verleihen, entdecken kann, sobald man nur versucht, hinter die Klischees des alltäglichen Lebens zu blicken.
Bester hat mit seinen Arbeiten mehrere Preise gewonnen und ist mit ihnen unter anderem vertreten in der Südafrikanischen Nationalgalerie in Kapstadt, der Johannesburg Art Gallery, dem Pretoria Art Museum, der Contemporary African Art Collection in Paris sowie in zahlreichen privaten Sammlungen innerhalb und außerhalb Südafrikas.
Eine Arbeit von Bester konnte bei einer Auktion von Sotheby’s einen Preis von 10.000 Pfund erreichen.

## Auszeichnungen
- 2006 erhielt Bester den Order of Ikhamanga in Silber.

## Ausstellungen

### Einzelausstellungen (Auswahl)
- 1982 Forum, Cavendish Square, Kapstadt
- 1991 Gallery International, Kapstadt
- 1992 Goodman Gallery, Johannesburg
- 1993 South African Association of Art, Kapstadt
- 1994 Goodman Gallery, Johannesburg
- 1998 Emporain, Dakar, Senegal
- 1999 Opere Recenti, Studio d’Arte Raffaelli, Trento, Italien
- 1999 Archivio Della Scuola Romana, Introdotto da Achille Bonito Oliva, Rom
- 2000 Arte Assortite, Turin
- 2001 Centre D’Art Contemporain, Brüssel
- 2002 SASOL Museum, Stellenbosch, Südafrika
- 2003 Association for Visual Arts, Kapstadt
- 2005 34 LONG, Kapstadt
- 2007 Montagu Museum
- 2008 Iziko South African National Gallery, Kapstadt
- 2009 Goodman Gallery, Johannesburg

### Gruppenausstellungen (Auswahl)
- 1989 Baxter Gallery, Kapstadt
- 1990 Gallery International, Kapstadt
- 1991 Operation Hunger Exhibition, Kapstadt
- 1991–1992 ZABALAZA FESTIVAL, Museum of Modern Art, Oxford
- 1992 Primart Gallery, Kapstadt
- 1993 Biennale in Venedig, INCROCI DEL SUD: An exhibition of works by 27 contemporary South African Artists
- 1993–1994 INCROCI DEL SUD, Stedelijk Museum, Amsterdam
- 1994 UN ART CONTEMPORAIN D’AFRIQUE DU SUD, Galerie De L’Esplanade, La Defence, Paris
- 1995 DIALOGUES OF PEACE, Ausstellung zum 50. Jahrestag der Vereinten Nationen, Palaise Des Nations, Genf
- 1996 Basel Art Fair, Basel
- 1996 Contemporary Art from South Africa, Haus der Kulturen der Welt, Berlin
- 1997 Galleria d’Art Moderna e Contemporanea di San Marino, San Marino
- 1998 Biennale de l’Art Contemporian, Dakar
- 1999 Claiming Art Reclaiming Space, National Museum of African Art, Washington DC
- 2000 Aldrich Museum of Contemporary Art, New York
- 2001 Barcelona Contemporary Cultural Center, Barcelona
- 2002 Passport to South Africa, Centro Culturale „Trevi“, Bozen, Italien
- 2003 Suidoos Festival, Peninsula Technikon 'Coexistence – Contemporary Cultural Production in South African' Rose Art Museum, USA
- 2004 Africa Remix, Museum Kunst Palast, Düsseldorf
- 2005 Hayward Gallery, London
- 2006 Mori Art Museum, Tokio
- 2007 Biennale Internazionale d’Arte, Rocca di Castagnoli, Italien
- 2009 34 LONG FINE ART, Kapstadt